# John C. Babcock

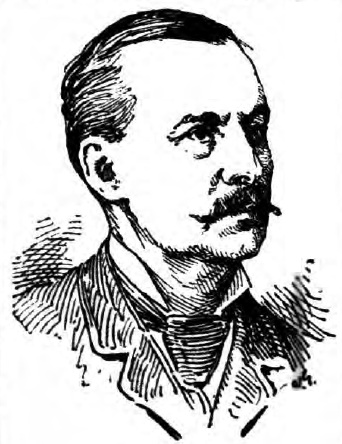
John C. Babcock (circa 1890)

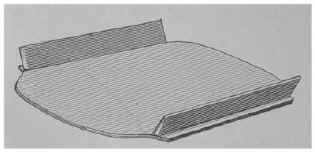
Babcock's Sliding Seat Invention for Rowing (1869)

John C. Babcock (* 6. September 1836 in Warwick, Rhode Island; † 20. November 1908 in Waterloo, Iowa) war einer der Begründer des Amateurruderns in den USA und ein wichtiger Geheimdienstoffizier der Nordstaaten im Amerikanischen Bürgerkrieg.

## Leben
Als Babcock neun Jahre alt war, zogen seine Eltern mit ihm nach Chicago. Hier arbeitete er nach der Schule für eines der größten Architekturunternehmen der Stadt und war auf den Entwurf und die Ausführung von Herrenhäusern an der Prairie Avenue spezialisiert. Im Bürgerkrieg meldete er sich zunächst als Freiwilliger bei den Sturgis Rifles in 1861, wurde aber schon bald als Scout für die Army of the Potomac angestellt. Babcock war Experte in der Befragung Gefangener und begann exakte Landkarten in der Abteilung von Allan Pinkerton für General George B. McClellan zu zeichnen. Seine Schätzungen der Anzahl der Feinde waren exakt. 1862 trat er auch offiziell in den Geheimdienst des Colonel George H. Sharpe ein. 1863 war es Babcock, der Gen. Robert E. Lees Bewegungen durch seine Landkarten für die Aeronauten richtig voraussah. 1863 half er bei der Schlacht von Gettysburg. Beim Gefecht bei Appomattox Court House in 1865 fand Babcock General Lee unter dem Apfelbaum, wodurch die Niederlage der Südstaaten besiegelt wurde. Obwohl er keinen militärischen Rang hatte, galt er als Colonel Babcock.

## Rudern
Babcock hat das Rudern revolutioniert. 1857 gründete er zusammen mit seinem Freund William Buckingham Curtis den Metropolitan Rowing Club of Chicago, den ersten Ruderverein ausschließlich für Amateure und den ersten im damaligen Westen. Im Sommer 1857 erfand er den Rollsitz für das Ruderboot und perfektionierte ihn bis 1870. Mit Curtis gewann er 1859 alle Ruderwettbewerbe. Im Winter 1869/1870 erfand er den ersten Ruderergometer für die Halle. 1872 schrieb Babcock die Satzung und wurde der Gründungspräsident National Association of Amateur Oarsmen (NAAO), die später zur heutigen United States Rowing Association (US Rowing) wurde. Mit Harry Buermeyer gründeten Curtis und Babcock den New York Athletic Club (NYAC) in 1868. Er wurde der erste Vizepräsident und sorgte für die strikte Trennung von Profis und Amateuren.